# Berceruelo
Berceruelo település Spanyolországban, Valladolid tartományban.  Lakosainak száma 36 fő (2024).

## Népesség
A település lakosságának változását az alábbi diagram mutatja:
| Lakosok száma | 45   | 41   | 48   | 46   | 40   | 40   | 37   | 36   | 38   | 36   |
|               | 2001 | 2004 | 2007 | 2009 | 2012 | 2014 | 2017 | 2019 | 2022 | 2024 |